# Jenner (Patrizierfamilie)

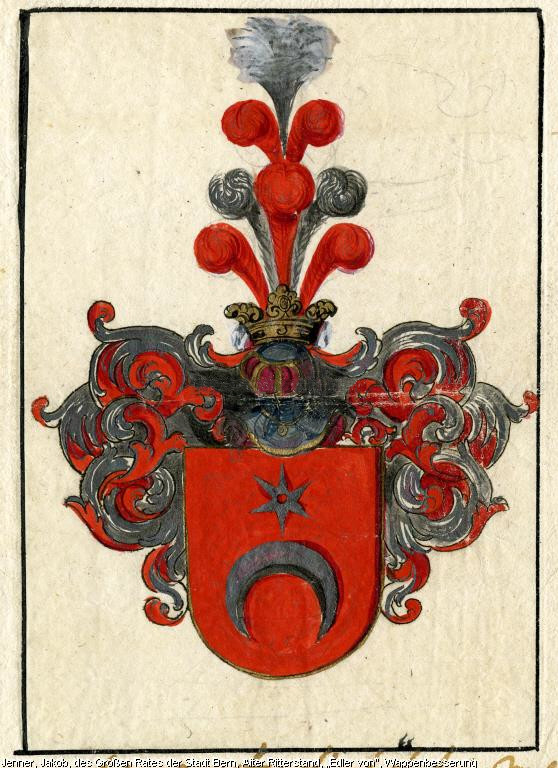
Wappen derer von Jenner (1716)

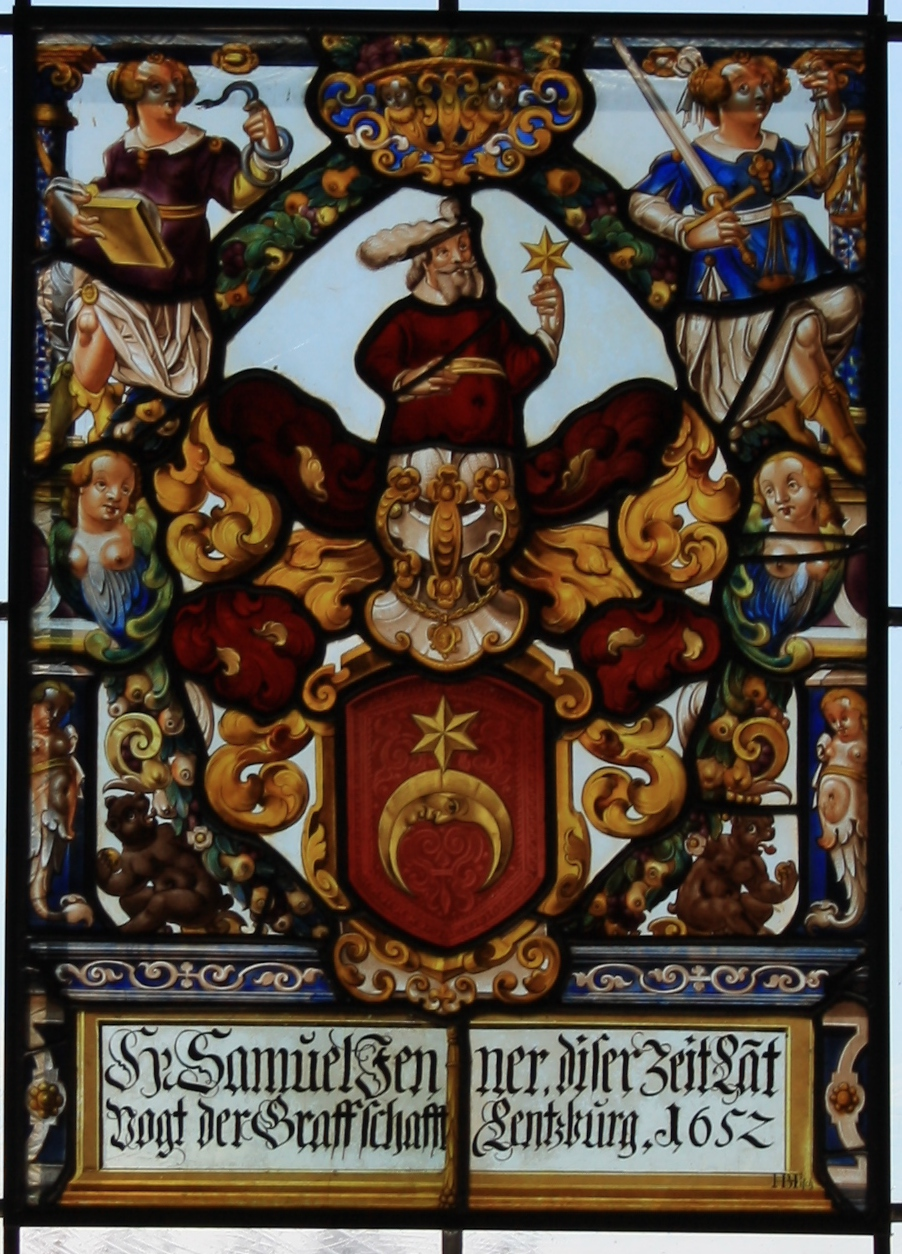
Kabinettscheibe des Samuel Jenner (III.) in die Kirche Auenstein (1652)

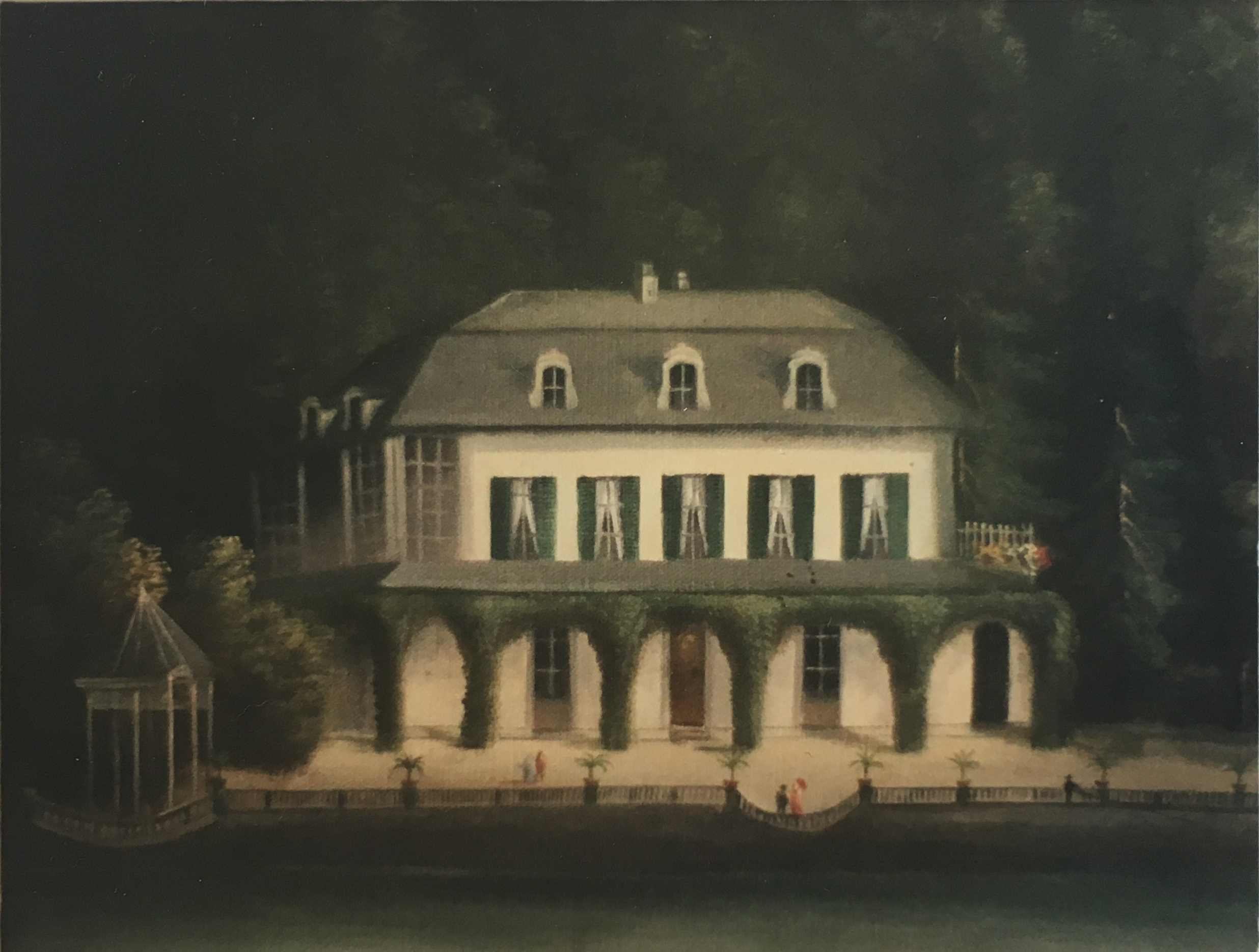
Jennerhaus in Oberhofen, anonym (um 1850)

Die Familie von Jenner ist eine Berner Patrizierfamilie, die seit ungefähr 1500 das Burgerrecht der Stadt Bern besitzt.

## Geschichte
Die Jenner sassen von 1518 bis 1798 ununterbrochen im Grossen Rat der Stadt Bern, und vom 17. Jahrhundert an meistens auch im Kleinen Rat. Die Jenner taten sich besonders als Magistraten und Offiziere, aber auch als Architekten hervor. 1716 erhob Kaiser Karl VI. die Familie in den Adelsstand. Den Adelspartikel führen die Jenner seit 1785, gestützt auf das bernische Adelsdekret von 1783. Familienangehörige besassen die Herrschaft Utzigen und Bümpliz, später auch die Schlösser Riggisberg, Kiesen und Capard House (Irland).
Der noch blühende Familienzweig gehört der Gesellschaft zu Mittellöwen an, während erloschene Zweige auch der Zunft zum Mohren und der Zunftgesellschaft zum Affen angehörten.

## Personen
- Rudolf Jenner († 1555), Bader «im Spitz», Mitglied des Grossen Rats

Zweig Möhren
- Adrian Jenner (I.) († 1593), Tuchschärer, Mitglied des Grossen Rats, Inselmeister, Spitalmeister
- Hans Rudolf Jenner (I.) (1541–1607), Landschreiber zu Wangen, Mitglied des Grossen Rats
- Abraham Jenner (1592–1632), Mitglied des Grossen Rats, Landvogt zu Landshut, Mitglied des Kleinen Rats
- Samuel Jenner (I.) († 1633), Mitglied des Grossen Rats, Mitglied des Kleinen Rats, Hofmeister zu Königsfelden
- Samuel Jenner (III.) (1602–1654), Mitglied des Grossen Rats, Ohmgeldner, Schultheiss zu Büren, Mitglied des Kleinen Rats, Landvogt zu Lenzburg
- Hans Rudolf Jenner (III.) (1606–1671), Mitglied des Grossen Rats, Landvogt zu Payerne
- Niklaus Jenner (1612–1682), Mitglied des Grossen Rats, Landvogt zu Payerne, Mitglied des Kleinen Rats
- Jakob Jenner (1629–1678), Mitglied des Grossen Rats, Schultheiss zu Thun, Landvogt zu Yverdon
- Daniel Jenner (1631–1676), Gutsbesitzer in Zimmerwald, Mitglied des Grossen Rats, Kastlan zu Saanen
- Gottlieb Jenner (1696–1774), Hochschullehrer, Mitglied des Grossen und Kleinen Rats, Landvogt und Salzdirektor
- Ludwig Rudolf von Jenner (1768–1806), gen. "Milchprinz", Zollsekretär, Artilleriehauptmann, Mitglied des aargauischen Grossen Rats, kam 1806 beim Goldauer Bergsturz ums Leben

Zweig Mittellöwen
- Adrian Jenner (II.) (1592–1632), Mitglied des Grossen Rats, Almosner
- Hans Rudolf Jenner (II.) (1616–1667), Mitglied des Grossen Rats, Landvogt zu Frienisberg, Landvogt zu Landshut
- Adrian Jenner (III.) (1618–1681), Hauptmann in Venedig, Mitglied des Grossen Rats, Landvogt zu Thorberg, Landvogt zu St. Johannsen
- Samuel Jenner (II.) (1624–1699), Herr zu Utzigen, Mitglied des Grossen Rats, Landvogt zu Wangen, Mitglied des Kleinen Rats, Venner
- Hans Jakob Jenner (1630–1699), Mitglied des Grossen Rats, Landvogt zu Brandis, Kornherr
- Abraham Jenner (II.) (1642–1703), Mitglied des Grossen Rats, Stiftschaffner
- Isaak Jenner (1644–1697), Mitglied des Grossen Rats, Spitalmeister
- Emanuel Jenner (1657–1727), Goldschmied, Münzmeister
- Johannes von Jenner, Salzkassaverwalter
- Gottlieb Abraham von Jenner, Staatsmann
- Abraham Rudolf Ludwig von Jenner, Regierungsrat
- Julie von Jenner, Gründerin des Jennerspitals
- Albert Adrian Eugen von Jenner (1857–1924), Fürsprecher, Burgerrat, deutscher Konsul, Gutsbesitzer in Oberhofen
- Adrian Robert Charles von Jenner (1888–?), Fürsprecher, Diplomat

Zweig Affen
- Samuel Jenner (IV.) (1653–1720), Architekt, des Grossen Rats 1691, Vogt des Unteren Spitals 1703
- Maria Salome Brunner geb. Jenner (1761–n.1824), Gründerin der Salome Brunner-Stiftung

## Belletristik
- Werner Adams: Der Milchprinz – Die tragische Reise einer Gruppe Berner Aristokraten in den Goldauer Bergsturz. Eigenverlag, Schwyz 2020, ISBN 978-3-9524378-8-9.